# Franz Philipp von Kübel

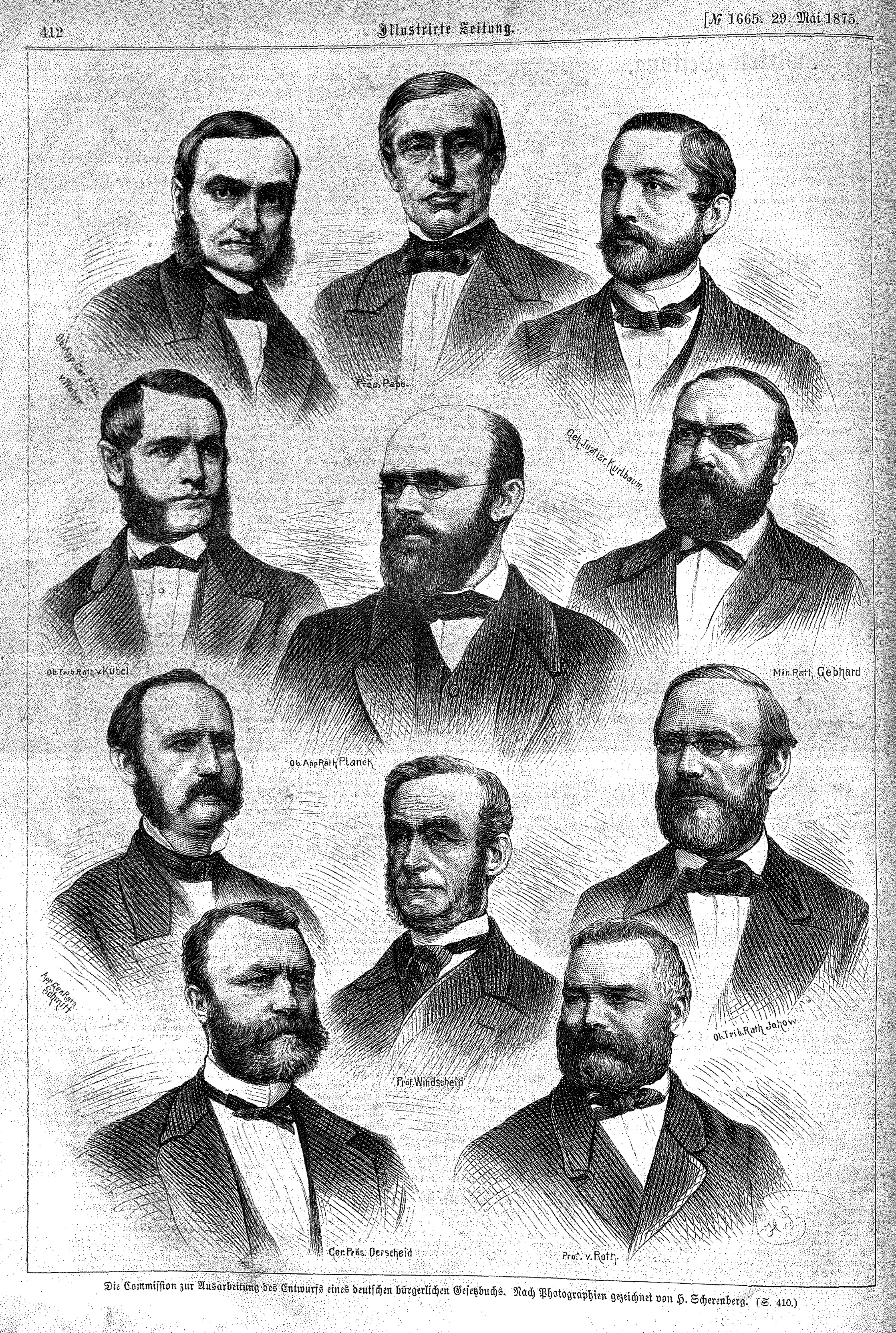
Kübel in der Kommission für das BGB (Stich von Hermann Scherenberg, 1875)

Franz Philipp Friedrich von Kübel (* 19. August 1819 in Tübingen; † 4. Januar 1884 in Berlin) war ein deutscher Jurist und maßgeblich an der Entstehung des Bürgerlichen Gesetzbuchs (BGB) beteiligt. Seit 1848 war Kübel Richter am Stuttgarter Obertribunal; 1863–1866 Mitglied der Dresdener Kommission zur Ausarbeitung eines Obligationenrechts; 1874 Mitglied der Vorkommission zur Erstellung des BGB; 1874 Mitglied der Ersten Kommission. Kübel war dort (einziger) Redaktor für das gesamte Recht der Schuldverhältnisse.